# San Vicente (Misiones)
San Vicente – miasto w Argentynie, w prowincji Misiones, w departamencie Guaraní.
Według danych szacunkowych na rok 2010 miejscowość liczyła 21 068 mieszkańców.